# Distretto di Sabarkantha
Il distretto di Sabarkantha è un distretto del Gujarat, in India, di 2 083 416 abitanti. Il suo capoluogo è Himmatnagar.